# Petar Stoyanov
Petar Stoyanov (en bulgare : Петър Стоянов, /ˈpɛtɐr stoˈjanof/), né le 25 mai 1952 à Plovdiv, est un homme d'État bulgare, président de la République du 22 janvier 1997 au 22 janvier 2002.

## Ses débuts en politique
Après des études à la faculté de droit de l'université de Sofia (Saint Clément d'Ohrid), qu'il termine en 1976, il travaille à partir de 1978 comme avocat à Plovdiv.
En 1990, il devient porte-parole de l'Union des forces démocratiques (SDS, centre-droit) à Plovdiv et, en 1992, reprend le portefeuille de vice-ministre de la Justice dans le cabinet dirigé par Filip Dimitrov.
En mai 1993, il est élu à la tête du comité juridique de l'Union des forces démocratiques. L'année suivante, il est élu député et devient vice-président du groupe parlementaire de l'Union des forces démocratiques, et vice-président de la commission pour la jeunesse, le sport et le tourisme. En 1995, il est élu vice-président de son parti, responsable de la politique intérieure.
Le 1er juin 1996, il est choisi comme candidat à la présidence bulgare par les Forces démocratiques réunies (ODS).

## Président de la République
Le 3 novembre 1996, il est élu président de la République avec 59,73 % des voix (soit 2 502 517 bulletins), sur un ticket qu'il partage avec Todor Kavaldjiev pour la vice-présidence. Il prête serment le 19 janvier 1997 et prend officiellement ses fonctions le 22 janvier.
Petar Stoyanov entreprend des réformes visant à faire passer l'économie de la Bulgarie d'un système communiste à une économie de marché. À partir de juillet 2001, son ministre-président est Simeon II, qui a été le dernier roi des Bulgares déposé par les communistes en 1946.

## Après la présidence
Petar Stoyanov se présente à l'élection présidentielle de 2001 pour un deuxième mandat, mais il perd au profit du candidat du Parti socialiste bulgare Gueorgui Parvanov.
En 2004, Petar Stoyanov est nommé sur recommandation du ministre bulgare des Affaires étrangères Solomon Pasi, représentant spécial de l'OSCE pour la résolution du conflit en Transnistrie.
Petar Stoyanov est tête de liste des Forces démocratiques réunies pour les élections législatives du 25 juin 2005, pour les villes de Plovdiv et Smolyan. Depuis le 1er octobre 2005, il est président de l'Union des forces démocratiques.

## Vie privée
Petar Stoyanov parle bien l'allemand. Il est marié et père d'une fille et un fils. Son épouse, Antonina Stoyanova, est une ancienne diplomate; elle travaille actuellement au siège de l'OMPI, à Genève.